# مسجد الداخلة
مسجد الداخلة هو مسجد تاريخي في محافظة المجمعة ويعود تاريخ إنشاؤه ما بين 850هـ إلى 900هـ

## الموقع
يقع المسجد في بدلة الداخلة القديمة من محافظة المجمعة بمنطقة الرياض.

## المعمار
بُني المسجد على نمط الطراز النجدي من الطين والحجر، استخدم لسقفه خشب الأثل وسعف النخيل، تبلغ مساحته الإجمالية 666 م² وبسعة 500 مصليًا. ويتكون من فناء مكشوف مستطيل الشكل يتوسط المسجد بمساحة 190م² وحوله أربعة أروقة، رواق القبلة والرواق الشمالي والرواق الشرقي والرواق الجنوبي. كما يحتوي المسجد على خلوة غرب رواق القبلة وغرفة صغيرة أخرى استخدمت لعدة أغراض كمدرسة وكُتاب. بالإضافة لمئذنة مستطيلة الشكل شمال غرب المسجد ارتفاعها 2.65متر من سطح المنزل.
أما أبواب المسجد فهي مكونة من شرائح خشب طويلة ومثبتة بعوارض خشبية مع وجود مسامير على القطع العرضية، خلت الأبواب من الزخارف والنقوش، كما توجد على الأبواب الخارجية حلقة حديدية تستخدم للطرق على الباب.

## الترميم
أُختير المسجد من ضمن مشروع محمد بن سلمان لترميم وتأهيل المساجد التاريخية.